# Naponski detektori signala greške
Naponski detektor signala greške je uređaj koji određuje odstupanje izlaza od željene vrednosti.
Održavanje funkcionalne veze između ulazne (referentne) i izlazne (upravljane) promenljive kod sistema automatskog upravljanja sa povratnom spregom uslovljeno je merenjem izlazne promenljive i poređenjem sa ulaznom promenljivom radi određivanja odstupanja stvarne od željene vrednosti izlaza.
Rezultat poređenja dva signala dovedena na ulaz detektora je njihova razlika - signal greške - podesne forma i oblika.
Dva potenciometra  priključena na isti izvor EMS  formiraju potenciometarski most. Klizač jednog potenciometra, povezan je sa referentnom veličinom (željeni položaj), dok je klizač drugog potenciometra povezan sa izlazom. Kada je vrednost izlaza jednaka referentnoj vrednosti, položaji klizača oba potenciometra su u saglasnosti i napon između njih je jednak nuli. Kada je klizač potenciometra povezanog sa izlazom iznad klizača potenciometra koji pokazuje referentnu vrednost, onda napon između klizača predstavlja signal greške.
Rad sistema za automatsku regulaciju zasniva se na poređenju stvarne vrednosti regulisane veličine s njenom zadatom vrednošću i na doviđenju razlike ovih vrednosti na nulu. Ovi uredjaji mogu upoređivati samo signale iste fizičke prirode, a to su najčešće pomeraj, sila, pritisak, napon, struja i fluks. Kod naizmeničnih električnih signala, pored amplitude, mogu se uporedjivati ucestanosti i faze.Izlazni signal moze biti iste ili neke druge fizicke prirode od prirode ulaznih signala. Detektori signala greške mogu biti vrlo različiti, što zavisi od konstrukcije i energije napajanja regulatora sa kojim je on u neposrednoj vezi ili čini njegov sastavni deo. Zavisno od fizičke prirode ulaznih i izlaznog signala, detektori signala greške se dele na mehaničke, hidrauličke i električne. Električni detektori signala greške nazivaju se još i naponski ili strujni diskriminatori, nezavisno od toga da li upoređuju naponske ili strujne električne signale.

## Literatura
- D.Martinović, G. Nikolić - Osnove automatskog upravljanja, za IV razred srednje elektrotehničke škole, Zavod za udžbenike i nastavna sredstva, Beograd, 1995. god